# Parametriocnemus
Parametriocnemus is een muggengeslacht uit de familie van de Dansmuggen (Chironomidae).

## Soorten
- P. arciger (Kieffer, 1925)
- P. boreoalpinus Gowin & Thienemann, 1942
- P. eoclivus Saether, 1969
- P. graminicola (Lundbeck, 1898)
- P. hamatus (Johannsen, 1934)
- P. lundbeckii (Johannsen, 1905)
- P. stylatus (Kieffer, 1924)
- P. valescurensis Moubayed & Langton, 1999
- P. vespertinus (Saether, 1969)